# Venturia atriseda
Venturia atriseda är en svampart som beskrevs av Rehm 1882. Venturia atriseda ingår i släktet Venturia och familjen Venturiaceae.   Inga underarter finns listade i Catalogue of Life.